# Campanula jordanovii
Campanula jordanovii är en klockväxtart som beskrevs av Ancev och Miloslav Kovanda. Campanula jordanovii ingår i släktet blåklockor, och familjen klockväxter. Inga underarter finns listade i Catalogue of Life.